# Franziska-Bibliothek
Die Franziska-Bibliothek ist eine deutsche Kirchenbibliothek. Sie ging 1786 aus einer Stiftung von Herzogin Franziska von Hohenheim in Ohnastetten hervor. Sie ist eine der bekanntesten und bedeutendsten wissenschaftlichen Kirchenbibliotheken Deutschlands.

## Geschichte
Die Kirchengemeinde Ohnastetten war im 18. Jahrhundert eine der ärmsten Pfarreien in Württemberg. Deshalb stiftete Herzogin Franziska von Hohenheim diese Bibliothek für die Kirchengemeinde Ohnastetten, um dieser armen Gemeinde und deren Pfarrern eine umfangreiche Bibliothek für eine fundierte Bildung zur Verfügung zu stellen.
Durch die von Herzogin Franziska von Hohenheim gegründete Stiftung wurden erstmals 1786 Gelder zur Verfügung gestellt, dass für Ohnastetten Bücher angeschafft werden konnten. Die Franziska-Bibliothek wurde bis 1922 stetig erweitert. Sie ist bis heute im Besitz der Kirchengemeinde Ohnastetten, nicht der evangelischen Landeskirche. Sie befindet sich in der St.-Pankratius-Kirche in Ohnastetten.

## Forschung und Wissenschaft
Die Franziska-Bibliothek mit 384 Bänden aus 140 Werken entwickelte sich in den vergangenen Jahrhunderten zu einer der bekanntesten und bedeutendsten wissenschaftlichen Kirchenbibliotheken Deutschlands. Die Wissenschaftliche Spezialbibliothek ist eingetragen in der Deutschen ISIL-Agentur und Sigelstelle der Staatsbibliothek zu Berlin und dient heute kirchengeschichtlichen Forschungen verschiedener Universitäten.

## Katalogisierung und Digitalisierung
2002 wurde die Franziskabibliothek in der Landeskirchlichen Zentralbibliothek (Bibliothek des Evangelischen Oberkirchenrats) in Stuttgart und im  Südwestdeutschen Bibliotheksverbund katalogisiert. Anschließend wurde diese Datenbank mit der Datenbank des  Gemeinsamen Bibliotheksverbund im Katalog k10plus zusammengeführt. In diesem befinden sich die Titelnachweise der Franziskabibliothek.

## Franziska-Fest
Zur Erinnerung an die Schenkung der Bücher aus der Stiftung von Herzogin Franziska von Hohenheim im Jahre 1786 an die Kirchengemeinde Ohnastetten, welche die Gründung der Franziska-Bibliothek ins Leben rief, findet seit 2002 jährlich im Juli das Franziska-Fest in Ohnastetten statt.